# Pays d'Aix UCHB
Pays d'Aix UCHB (Pays d'Aix Université Club handball, PAUC Handball) är en handbollsklubb från Aix-en-Provence i sydöstra Frankrike, bildad 1955. Hemmaarena är Aréna du Pays d'Aix med plats för 6 000 åskådare. Säsongen 2012/2013 gjorde klubben sin första säsong i högsta serien, LNH Division 1.
Klubben kallas ofta PAUC eller AIX.

## Spelare i urval
- Jérôme Fernandez (2015–2017)
- Luka Karabatić (2012–2015)
- Nikola Karabatić (2013)
- Yohann Ploquin (2013–2015)
- Philip Stenmalm (2018–2019)